# Ценов, Митко
Митко Ценов (болг. Митко Ценов, род. 13 июня 1993, Мездра, Врачанская область) — болгарский бегун на средние дистанции, специализирующийся на различных соревнованиях.
По состоянию на 2014 год Ценов является самым быстрым болгарином, когда-либо бегавшим на 3000 метров с препятствиями:  12 июня 2014 года Ценов побил национальный рекорд Михаила Желева, установленный ещё в сентябре 1969 года.

## Биография
Дебютировал на международных соревнованиях на Европейском юношеском олимпийском фестивале (EYOF) в Тампере в 2009 году, где он финишировал одиннадцатым в беге на 2000 метров с препятствиями за 6:13,51 минуты.
на чемпионате мира в беге по пересечённой местности в 2011 году, занял 86 место из 108 участников в юниорской номинации.
Затем завоевал бронзовую медаль в беге на 3000 м с препятствиями на чемпионате Балкан в Сливене за 9:01,29 мин., на Чемпионат Европы среди юниоров в Таллине с результатом 9:22,99 мин завершил выступления в предварительном раунде. В 2012 году он завоевал бронзовую медаль в беге на 3000 метров на чемпионате Балкан в помещении в Стамбуле за 8:21,64 мин, а затем прошел в финал чемпионата мира среди юниоров в Барселоне в беге с препятствиями со временем 8:57,98 мин. В следующем году он выиграл серебряную медаль на дистанции 3000 метров за 8:13,73 мин на чемпионате Балкан в помещении, а летом был дисквалифицирован на чемпионате Европы до 23 лет в Тампере в финале бега с препятствиями. Затем он выиграл чемпионат Балкан в Стара-Загоре с результатом 8: 46,69 мин, сошел на чемпионате мира в Москве с результатом 8: 32,49 мин в предварительном раунде. В декабре он выиграл серебряную медаль на чемпионате Европы по кроссу в Белграде, отстав от бельгийца Питера-Яна Ханнеса на 24:07 минуты. В 2014 году он снова выиграл серебряную медаль на дистанции 3000 метров на чемпионате Балкан в помещении за 7: 58,26 мин, а на чемпионате на открытом воздухе в Питешти выиграл бег с препятствиями за 8: 52,33 мин, прежде чем выиграть чемпионат Европы в Цюрихе после 8:34. ,16 мин занял девятое место. Кроме того, в этом году он улучшил национальный рекорд Болгарии в беге с препятствиями в Уэльве до 8:20,87 мин.
Представлял Болгарию на чемпионате мира по легкой атлетике 2013 года.
В 2015 году он выиграл молодёжный чемпионат Европы в Таллине с результатом 8:37,79 мин, затем он стартовал на чемпионате мира в Пекине, где выбыл в предварительном раунде со временем 9:02,72 минуты.
В следующем году он выиграл чемпионат Балкан в Питешти с результатом 14:29,86 мин в спринте на 5000 метров. В следующем году он выиграл чемпионат Балкан в Питешти с результатом 14:29,86 мин в спринте на 5000 метров, а затем на чемпионате Европы в Амстердаме показал результат лишь 8:45,55 мин в беге на 3000 м с препятствиями. Он также прошел квалификацию для участия в Олимпийских играх в Рио-де-Жанейро, но не попал в финал со временем 8:54,79 минуты. В 2017 году он финишировал пятым в беге на 3000 метров на чемпионате Балкан в помещении в Белграде с результатом 8:16,97 мин и выиграл 1500 метров на чемпионате на открытом воздухе в Нови-Пазаре с результатом 3:50,81 мин. В беге с препятствиями он снова стартовал в августе на чемпионате мира в Лондоне, но снова потерпел неудачу в предварительном раунде с результатом 8: 45,21 мин. На чемпионате Балкан в помещении 2018 года он финишировал пятым на дистанции 1500 метров со временем 3:54,85, а в конце июля выиграл бег с препятствиями на чемпионате Балкан в Стара-Загоре с результатом 8:45,50, прежде чем не попал в финал на Чемпионат Европы в Берлине со временем 8:36,39 минут.
В 2019 году он выиграл чемпионат Балкан в помещении в Стамбуле с результатом 8:01,20 мин на дистанции 3000 метров, а затем выбыл из чемпионата Европы в помещении в Глазго со временем 8:12,45 мин в предварительном забеге. В начале сентября завоевал бронзовую медаль в беге с препятствиями на чемпионате Балкан в Правце с результатом 8:54,97 мин. В следующем году он выиграл серебряную медаль на 1500 м на чемпионате Балкан в помещении за 3: 50,46 мин, а на открытом чемпионате в Клуж-Напоке он выиграл бронзовую медаль в беге на 3000 м с препятствиями за 9: 01,31 мин. В 2021 году он выиграл чемпионат Балкан в помещении с результатом 3: 45,97 мин на дистанции 1500 метров, а затем выбыл из чемпионата Европы в помещении в Торуни с новым личным рекордом 3: 42,21 мин. В конце июня он выиграл полосу препятствий на чемпионате Балкан в Смедерево с результатом 8:48.00 мин.
В 2011, 2013 и 2014 годах, а также в 2017, 2020 и 2021 годах Зенов был чемпионом Болгарии в беге на 3000 метров с препятствиями, а в 2015, 2016 и 2018 годах он также выиграл бег на 1500 метров. В 2016 году он также выиграл 5000 метров, а в 2017 году — 800 метров. В помещении он выигрывал 3000 м в 2013 и 2014, 2019 и 2021 годах и 1500 м в 2014, 2017 и 2018 годах. Он также стал чемпионом в закрытых помещениях на дистанции 800 метров в 2017 и 2018 годах.